# Lepidagathis medusae
Lepidagathis medusae är en akantusväxtart som beskrevs av Spencer Le Marchant Moore. Lepidagathis medusae ingår i släktet Lepidagathis och familjen akantusväxter. Inga underarter finns listade i Catalogue of Life.